# Пунта-Сірес
Пунта-Сірес (ісп. Punta Cires; араб. بونتا سيريس; фр. Point Cires) — безлюдний острів в Гібралтарської протоці, який належить Марокко й входить до складу області Танжер-Тетуан. Розташований в 100 км на схід від міста Танжер і в 6 км на захід від острова Перехіль, приналежність якого оспорюють Іспанія і Марокко. На острові знаходиться маяк.